# 塔布站 (包兰铁路车站)
塔布站是位于内蒙古自治区巴彦淖尔市乌拉特前旗塔布村的一个铁路车站，邮政编码14400。车站建于1989年，有包兰铁路经过该站，现不办理客货运业务，车站及其上下行区间均为电气化区段。车站距离包头站110公里，隶属呼和浩特铁路局，是五等站。